# Radiolites
Radiolites je rod rudista koji pripada porodici Radiolitidae.

## Rasprostranjenost
Ostatci roda Radiolites pronađeni su u: Austriji, Bugarskoj, Crnoj Gori, Češkoj, Egiptu, Francuskoj, Grčkoj, Hrvatskoj, Italiji, Jamajci, Kosovu, Kubi, Mađarskoj, Meksiku, Njemačkoj, Omanu, Pakistanu, Peruu, Portugalu, Rumunjskoj, Sjedinjenim Američkim Državama, Sloveniji, Srbiji, Španjolskoj, Švicarskoj, Tunisu, Turkmenistanu i Turskoj. Među lokacijama u Hrvatskoj gdje su pronađeni ostatci ovoga roda su: Brač, Fenoliga, jug Istre, Medvednica i Olib.

## Taksonomija
Rodu Radiolites pripadaju sljedeće vrste:
- Radiolites aliensis Z.-R. Yang, 1984.
- Radiolites humilior Počta, 1889.
- Radiolites kunlunensis Z.-R. Yang, 1984.
- Radiolites sanctaebarbarae Počta, 1889.
- Radiolites xinjiangensis Z.-R. Yang, 1984.